# Drottningen av Pellagonien
Drottningen av Pellagonien är en svensk stumfilm från 1927 i regi av Sigurd Wallén och med manus av Henning Ohlson. I rollerna ses bland andra Vera Schmiterlöw, Stina Berg och Felix Grönfeldt.

## Om filmen
Inspelningen ägde rum mellan maj och juli 1926 i Filmstaden Råsunda, Sandhamn samt Skeppsbron och Slottsbacken i Stockholm med Axel Lindblom som fotograf. Filmen premiärvisades den 10 januari 1927 på biograferna Sture och Skandia i Stockholm och är 92 minuter lång.
Filmen fick ett negativt mottagande i pressen.

## Handling
Käthie Löwenborg har tröttnat på att vara rik och byter därför identitet med trotjänarinnan Josefina Pettersson.

## Rollista
- Vera Schmiterlöw – Käthie Löwenborg
- Stina Berg – Josefina Pettersson, trotjänarinna hos Käthie
- Felix Grönfeldt – Gösta (Felix) Sallén, kapten på yachten Primrose
- Gustaf Lövås – Jönsson, jungman på Primrose
- Lennart Wallén – Kalle, skeppsgosse på Primrose

Ej krediterade
- Ossian Brofeldt – Sund
- Kurt Welin – Grund
- John Melin – Rund
- Arvid Ljunggren – direktör Wasserberg, ägaren till Primrose
- Knut Lambert – herre i badsocieteten
- Helfrid Lambert – dam i badsocieteten
- Edith Wallén – dam i badsocieteten
- Nils Whiten – passagerare på ångbåten Sandhamn Express
- Manne Lundh – bugande man i Slottsbacken
- Bror Hallberg – Sandhamnsgubbe